# Novace
Novace znamená sjednání si nových vzájemných práv a povinností v rámci určitého právního vztahu, přičemž původní závazek buď dál trvá vedle nové dohody, anebo je zrušen a nahrazen závazkem novým. Podle toho se rozlišuje:
- kumulativní novace – pouze se mění předmět nebo obsah dosavadního závazku, jeho právním důvodem je tedy nejen původní právní skutečnost, ale i nová dohoda
- privativní novace – dosavadní závazek se ruší a nahrazuje závazkem novým (podobně je tomu u narovnání), právním důvodem nového závazku je tak pouze novace, původní právní skutečnost, ze které vznikl zrušený závazek, už nemá žádný význam

U privativní novace také platí, že původní závazek zaniká jen v takovém rozsahu, jaký byl jednoznačně dohodnut. V ustanovení § 1902 občanského zákoníku je totiž stanovena vyvratitelná právní domněnka přednosti kumulativní novace, neruší-li nová dohoda výslovně celý dosavadní závazek. Oba typy novace lze uskutečnit jen ve vztahu k závazku, který stále existuje, neexistující (např. zaniklý v důsledku prekluze) už ovšem měnit nebo nahrazovat nelze. Naopak promlčené právo předmětem novace být stále může, protože samotným promlčením nezaniká.